# Ramón Tapia Espinal
Ramón Tapia Espinal (29 de marzo de 1926, La Vega - 24 de marzo de 2002, Santo Domingo) fue un abogado y político de la República Dominicana. Sirvió como secretario de Industria y Comercio y como Secretario de Estado, para el presidente, Rafael Bonnelly, durante el Consejo de Estado (1961-1963) que sucedió al derrocamiento del dictador Rafael Leónidas Trujillo en 1961. Él sirvió más adelante como miembro del triunvirato, un comité civil ejecutivo, establecido por los militares tras el derrocamiento del presidente Juan Bosch en 1963; originalmente con Emilio de los Santos y Manuel Enrique Tavares Espaillat (enlace roto disponible en Internet Archive; véase el historial, la primera versión y la última)., y más tarde con Donald Reid Cabral y Manuel Enrique Tavares Espaillat (enlace roto disponible en Internet Archive; véase el historial, la primera versión y la última)..  Renunció al triunvirato en 1964 y fue sucedido por Ramón Cáceres Troncoso (enlace roto disponible en Internet Archive; véase el historial, la primera versión y la última)..
En 1987 fue elegido por el presidente, Joaquín Balaguer, para representar al gobierno dominicano en el proceso contra el expresidente, Salvador Jorge Blanco, por cargos de corrupción. En 1988, Salvador Jorge Blanco fue declarado culpable, in absentia, de la corrupción, condenado a una pena de 20 años de prisión, y ordenado, junto con sus asociados, a pagar multas hasta US $ 17,3 millones. El veredicto marcó la primera vez que un jefe de Estado dominicano fue condenado por corrupción.
En 1997 fue seleccionado por la revista Rumbo como una de las 25 personas más poderosas e influyentes en la República Dominicana.
El presidente del Senado de la República Dominicana, Reinaldo Pared Pérez, ejerció como abogado en su bufete de 1984 a 2002.
Fue enterrado en el cementerio Cristo Redentor el 26 de marzo de 2002, donde su panegírico fue leído por el abogado dominicano, Marino Vinicio "Vincho" Castillo Rodríguez.